# Lindernia cowiei
Lindernia cowiei é uma espécie botânica do gênero Lindernia pertencente à família Linderniaceae.